# ジョン・マーティン・ヴォリス
ジョン・マーティン・ヴォリス（John Martin Vorys, 1896年6月16日 - 1968年8月25日）は、 オハイオ州選出のアメリカ合衆国下院議員である。

## 生い立ち
オハイオ州ランカスターで出生。ランカスターとコロンバスの公立学校に通った。第一次世界大戦中、米国海軍航空部のパイロットとして海外で勤務し、1919年に退役。最終階級は大尉。1919年にイェール大学を、1923年にコロンバスのオハイオ州立大学法学校を卒業した。1919年から1920年まで、イェール大学、長沙大学の教師であった。1921年から1922年まで、ワシントン軍縮会議に米国代表団の次官補として参加した。1923年に弁護士資格を取得し、祖父がコロンバスで創業した法律事務所である「ヴォリス・サーター・シーモア・アンド・ピース社」に勤務した。

## 政治経歴
ヴォリスは1923年から1924年までオハイオ州上院議員を、1925年から1926年までオハイオ州下院議員を、また1929年から1930年までオハイオ州の航空学の責任者を務めた。
ヴォリスは、第76議会以後10期（1939年1月3日 - 1959年1月3日）にわたり共和党員として選出された。1958年、再指名を辞退した。
1951年に国連総会代表を、また1949から1959年までスミソニアン協会の評議員を務め、のちに弁護士業を再開した。
1968年8月25日、オハイオ州コロンバスで死去。グリーン・ローン墓地に埋葬された。